# Rune Lanestrand
Rune Allan Lanestrand, ursprungligen Johansson, född 13 februari 1938 i Lane-Ryrs församling, Göteborgs och Bohus län, död 17 juli 2023, var en svensk politiker, organisatör i landsbygdsfrågor och debattör. Han startade tidskriften Småbrukaren 1987 och var redaktör där fram till december 2009. Vid sidan därav drev han småbruket Nyttorp, utanför Väne-Ryr i Västergötland.

## Politisk karriär
I ungdomen var Lanestrand centerpartist på vänsterkanten. Han var till exempel redaktör för debattboken Var står centern?, som kom 1972. I boken skriver han att han betraktar dåtidens svenska socialdemokrati som mycket konservativ.  1973 blev han känd i media då han som centerpartistisk landstingsledamot i Stockholm vägrade äta middag på skattebetalarnas bekostnad. Han var också med i styrelsen för Folket i Bild/Kulturfront.
Lanestrand lämnade sedan centern. Han var initiativtagare till bildandet av Småbrukare i Väst, Folkviljan i Vänersborg och Sjukvårdspartiet-Folkets Vilja (nuvarande Sjukvårdspartiet Västra Götaland). Vid Förbundet Sveriges Småbrukares förbundsstämma år 2004 utsågs han till hedersordförande.
Lanestrand var ledamot av Vänersborgs kommunfullmäktige och kommunstyrelse 1991–2002. Ledamot av Västra Götalands regionfullmäktige och regionstyrelse 1998-2002. Under slutet av 00-talet engagerade sig Rune Lanestrand i Nätverket för folkomröstning om Arena Vänersborg.

## Debattör
Lanestrand var en av grundarna av Folket i Bild Kulturfront och var fram till omkring 2020 en återkommande bidragsgivare i deras spalter.